# 贺兰淹
贺兰淹（583年—624年），字天德，河南郡洛阳县（今河南省洛阳市）人，隋朝到唐朝初年汉化鲜卑人，擔任唐朝的左肆府车骑将军。
贺兰淹祖父贺兰澄官至北周凌州刺史，父贺兰蕃曾任北周开府仪同三司、隋朝长州刺史、吏部尚书，封成安郡公。贺兰淹在终南馆於武德七年（624年）七月廿二去世，年四十二岁。兄弟贺兰师仁，唐朝银青光禄大夫、散骑常侍、应山公。贺兰淹夫人傅氏在唐高宗龙朔三年（663年）正月二十七日下葬。
20世纪中期贺兰淹的墓志在铜川出土，墓志石现藏药王山博物馆，陕西省古籍整理办公室藏拓本。墓志石为青石质，志、盖均呈正方形。志边长54.5厘米; 盖为盝顶，盖顶边长42厘米、底边长54厘米。盖文3行，满行4字，篆书“大唐故车骑将军贺兰君墓志”;志文30行，满行31字，楷书。